# Charles Deutsch
Charles Georges Deutsch, född 6 september 1911 i Champigny-sur-Marne, avliden 6 december 1980 i Créteil var en fransk ingenjör och racerförare.
Deutsch byggde tävlingsbilar tillsammans med René Bonnet under namnet Deutsch & Bonnet. Efter en schism om företagets vidare utveckling lämnade Deutsch samarbetet och startade eget under namnet CD.